# خريطة أصوات طوكيو
خريطة أصوات طوكيو هو فيلم من نوع إثارة ودراما أُصدر في 2009. الفيلم من إخراج وسيناريو إيزابيل كويسيت.

## القصة
تقع أحداث الفيلم في طوكيو (اليابان).

## طاقم التمثيل
- Manabu Oshio [الإنجليزية]‏
- Vincent Giry  [لغات أخرى]‏
- تاكيو ناكاهارا
- Kōsuke Hishinuma  [لغات أخرى]‏
- رينكو كيكوتشي
- Joan Potau  [لغات أخرى]‏
- مين تاناكا
- سيرجي لوبيز
- هيديو ساكاكي

## وصلات خارجية
- خريطة أصوات طوكيو على موقع IMDb (الإنجليزية)
- خريطة أصوات طوكيو على موقع روتن توميتوز (الإنجليزية)
- خريطة أصوات طوكيو على موقع نتفليكس (الإنجليزية)
- خريطة أصوات طوكيو على موقع ألو سيني (الفرنسية)
- خريطة أصوات طوكيو على موقع Turner Classic Movies (الإنجليزية)
- خريطة أصوات طوكيو على موقع أول موفي (الإنجليزية)
- خريطة أصوات طوكيو على موقع فيلمافينيتي (الإسبانية)
- خريطة أصوات طوكيو على موقع قاعدة بيانات الفيلم (الإنجليزية)
- خريطة أصوات طوكيو على موقع ليتربوكسد (الإنجليزية)
- خريطة أصوات طوكيو على موقع كينوبويسك (الروسية)